# Граф (титул)

Геральдическая корона графа

Граф, графи́ня (нем. Graf) — королевское должностное лицо в Раннем Средневековье в Западной Европе; начиная с эпохи Высокого Средневековья почётный дворянский титул.
В соответствии с иерархической системой дворянских титулов, ставшей классической в рамках западноевропейской исторической традиции, титул графа занимает ступень выше шевалье, барона и виконта, но ниже маркиза, герцога, великого герцога и принца.
Во Франкском государстве и Священной Римской империи также существовали титулы пфальцграфа и маркграфа. В Священной Римской империи, кроме того, существовали некоторые другие титулы, производные от титула графа.
Титул возник в IV веке в Римской империи и первоначально присваивался высшим сановникам (например, comes sacrarum largitionum «главный казначей»). Во Франкском государстве со второй половины VI века граф (гауграф) в своём округе-графстве/гау (нем. Gau — первоначально, сельская община у древних германцев, численностью ок. 100 человек) обладал судебной, административной и военной властью. По постановлению короля Карла II Лысого (877 г.) должность и владения графа стали наследственными.
В период феодальной раздробленности — феодальный владетель графства, затем (с ликвидацией феодальной раздробленности) титул высшего дворянства. В качестве титула формально продолжает сохраняться в большинстве стран Европы с монархической формой правления.
В России титул графа был введён императором Петром I Великим (первым его получил в 1706 году Б. П. Шереметев). В конце XIX века учтено свыше 300 графских родов. 

## Этимология термина в русском языке
Русское слово граф заимствовано из нем. Graf, этимологически восходящего к зап.-герм. *ǥ(a)rēƀjōn > др.-фриз. grēva, др.-исл. greifi, ср.-нем. grêve; происхождение зап.-германского слова неизвестно. Впервые встречается в IX веке в латинских рукописях в формах grafio, graphio (возможно, восходит к греч. γράφω). 
Западногерманское слово употреблялось для перевода латинского comes «спутник», получившего в Средневековье значение «спутник короля» > «граф», откуда ст.-фр. cuens, косв. падеж conte (< лат. comitem) > фр. comte «граф».

## Графы в России

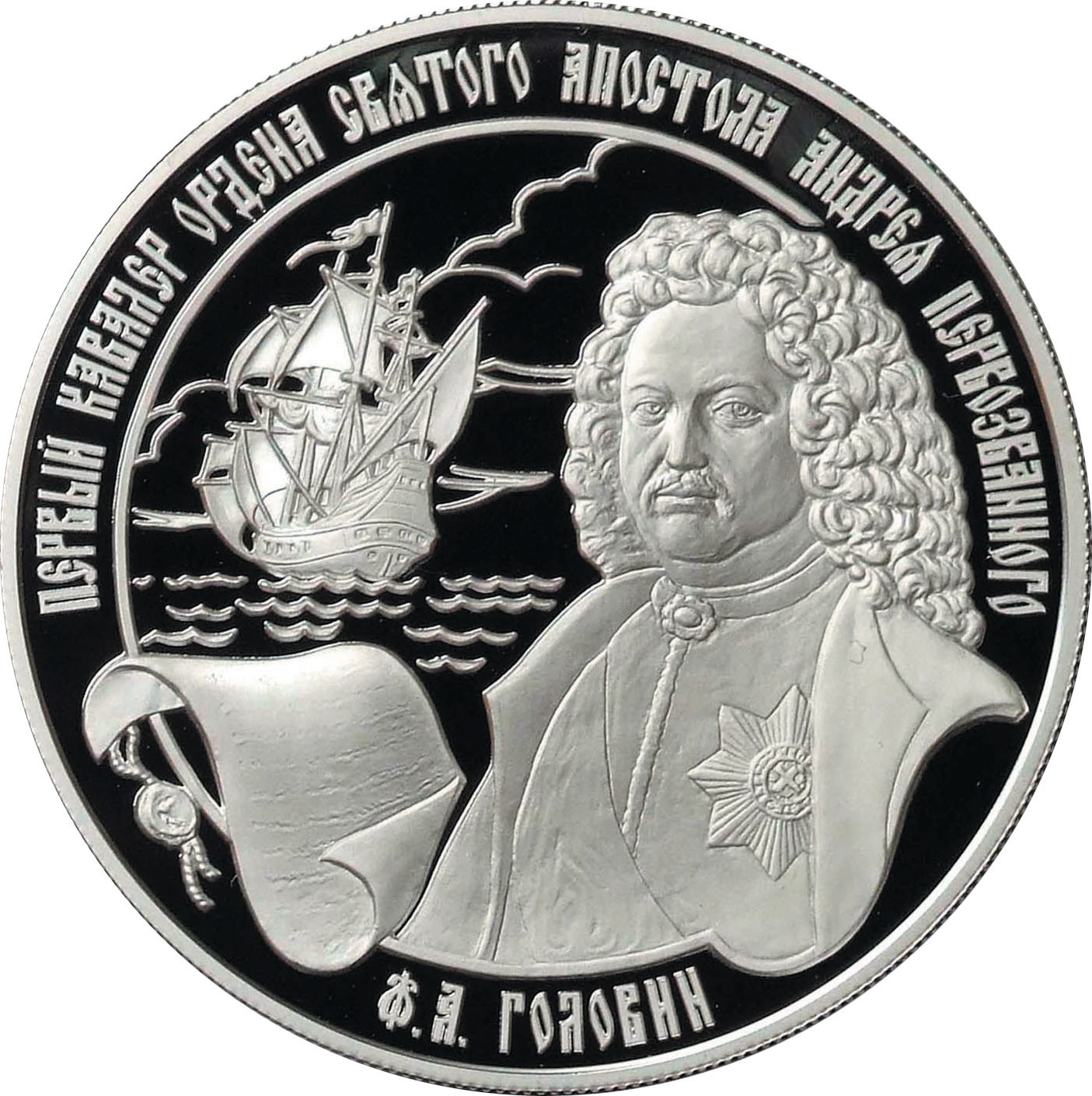
Первый граф России Ф. А. Головин
(Памятная монета Банка России)

Первые в России пожалования графским достоинством исходили от императора Священной Римской империи (1701 − Ф. А. Головин, 1702 − А. Д. Меншиков, 1707 − Г. И. Головкин, 1715 − А. А. Матвеев).
Первым в графское достоинство от русского царя был возведён Борис Петрович Шереметев (1706) за подавление Астраханского восстания (1705—1706). Затем Петром I пожалованы Г. И. Головкин (1709), П. М. и Ф. М. Апраксины, Н. М. Зотов и И. А. Мусин-Пушкин (1710), Я. В. Брюс (1721), А. М. Апраксин (1722), П. А. Толстой (1724).
Графские роды подразделялись на российские (125 родов, в том числе графы Царства Польского и Великого княжества Финляндского), графское достоинство которых достигалось либо пожалованием (последним титул получил В. Б. Фредерикс), либо присоединением с разрешения императора титула и фамилии родственного (свойственного) графского рода, не имевшего прямых потомков мужского пола (например, Кушелёвы-Безбородко (1816), Сумароковы-Эльстон (1856), Головкины-Хвощинские (1895)), а также иностранные. Эти в свою очередь делились на российские роды, получившие титул иностранных государств (например, братья Зубовы (1793, Священная Римская империя) и иностранные графские роды, принявшие российское подданство (например, Красинские (1837, Франция), Горны (1860, Швеция), Нессельроде (1705, Священная Римская империя), Ностицы (1849, Силезия), Подгорчиани (1769, Венеция). Графское достоинство являлось наследственным, однако в исключительных случаях могло быть личным (К. М. Пржездзецкий, 1843). В ряде случаев, за особые отличия, награждение титулом могло сопровождаться добавлением (как особого пожалования) к фамилии почётной приставки (Муравьёв-Амурский (1858), Паскевич-Эриванский (1828), Суворов-Рымникский (1789). Графы титуловались «ваше сиятельство»; графские роды вносились в 5-ю часть дворянских родословных книг. К 1894 году было учтено 310 родов (в том числе около 70 пресёкшихся в мужской линии).
В Советской России графский титул, равно как и все иные гражданские чины, титулы и сословия, был упразднён 12 ноября 1917 года.

## Графы в Германии
| На немецком      | На русском                                                    | Комментарий/Этимология |
| ---------------- | ------------------------------------------------------------- | --- |
| Markgraf         | Маркграф и произошедшее от него маркиз                        | от марка (нем. mark — пограничная провинция) + граф, дословно — «граф марки». |
| Pfalzgraf        | Пфальцграф (присутствует также в устар. английском palsgrave) | от pfalz (дворец) + граф. В Раннем Средневековье граф, управляющий пфальцем (дворцом) в период отсутствия в нём правящего монарха. |
| Reichsgraf       | Рейхсграф                                                     | от нем. Reich — (Священная Римская) Империя + граф, дословно — «граф Империи». |
| Landgraf         | Ландграф                                                      | от land (земля) + граф. Титул графа, который пользовался в своих владениях высшей юрисдикцией и не был подчинен герцогу или князю. Гефюрстетер ландграф — военный наместник князя. |
| Freigraf         | Фрейграф                                                      | от frei (свободный) + граф, дословно — «вольный граф» |
| Gefürsteter Graf | Гефюрстетер граф                                              | от нем. фюрст + граф. Изначально служащий князя, наместник. Буквально — княжий граф, то есть граф, вассальный непосредственно самому князю-фюрсту, в отличие от рейхсграфа (см. выше). В средневековой титулатуре граф стоял ниже герцога и князя.                                                         |
| Burggraf         | Бургграф                                                      | от нем. burg (замок, крепость, местечко) + граф |
| Rheingraf        | Рейнграф                                                      | от Rhein (река Рейн) + граф. Имя графов Рейнской области. Один из феодальных титулов древнейших западно-немецких династий. Только к концу Средних веков этот титул стал понемногу исчезать |
| Altgraf          | Альтграф                                                      | от alt (старый) + граф. Один из феодальных титулов древнейших западно-немецких династий. Только к концу Средних веков этот титул стал понемногу исчезать. |
| Wildgraf         | Вильдграф                                                     | от wild (с нем. — «дичь» в значении «дикая, неосвоенная местность») + граф. Один из феодальных титулов древнейших западно-немецких династий. Только к концу Средних веков этот титул стал понемногу исчезать, благодаря постоянной борьбе с лотарингскими герцогами и архиепископами Трирским и Кёльнским. |
| Raugraf          | Рауграф                                                       | от rau (необжитое место, нетронутое) + граф |
| Vizegraf         | Виконт                                                        | от vize (заместитель) + граф |